# 西村京太郎

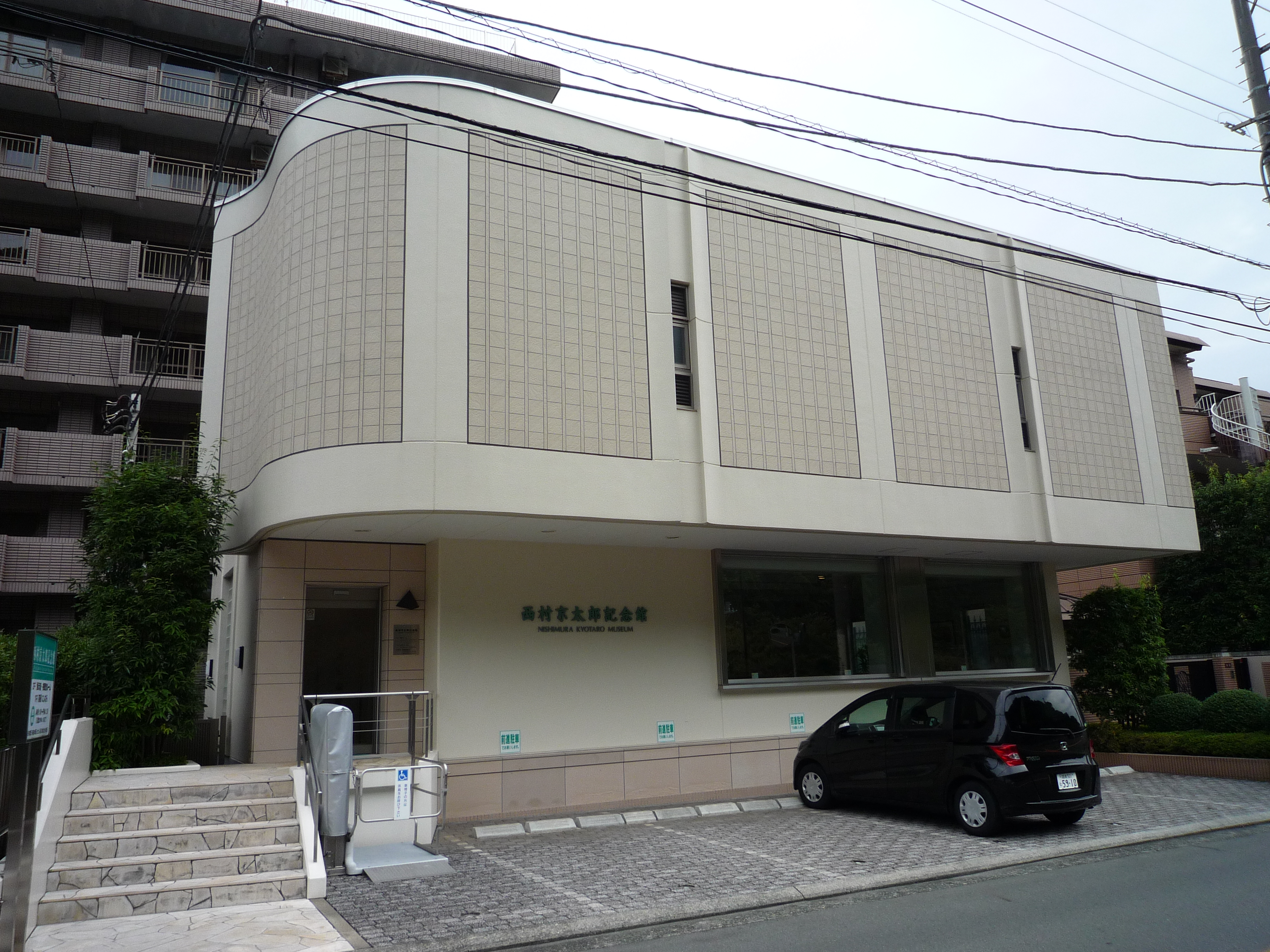
西村京太郎紀念館

西村京太郎（1930年9月6日—2022年3月3日），本名矢島喜八郎，日本推理小說作家。

## 生平
西村小時候就讀於日本陸軍幼年學校，後來就讀東京府都立工業專門學校（今東京都立産業技術高等專門學校）。他曾擔任過公務員、私家偵探以及警衛等，豐富的經歷為日後的推理小說寫作奠定了基礎。1963年7月，他的處女作《歪曲的早晨》（歪んだ朝）獲得推理小說新人獎。隔年發表第一篇長篇作品。1965年以《天使的傷痕》（天使の傷痕）獲得第十屆江戶川亂步獎。1981年以《終點站殺人事件》（終着駅殺人事件）獲得第三十四屆日本推理作家協會獎。他發表的作品有三百多部，因此收入高到曾數度進入日本繳稅者排行榜前幾名。
2022年3月3日，西村京太郎因肝癌在神奈川縣的醫院逝世，享耆壽91歲。

## 作品概要
西村京太郎是日本的推理小說作家之中，運用最多交通工具及觀光勝地場景做為推理小說情節者，因此他的推理小說又被稱為「旅情推理」，在日本推理界開拓出獨樹一格的新領域。由於日本的鐵路發達，又有多樣性，而且幾乎從不誤點，因此鐵道是他的作品中出現最多者，運用最多的手法為火車時刻表，其次是路線分歧、客車車廂編組，另外還用到調車場及貨物列車等。然而有些評論批評這樣的推理過於專業化，會導致非鐵道迷及鐵路從業人員等不具鐵道專業知識的讀者難以理解，但由於文筆輕鬆，淺白易讀，因此仍擁有極多的讀者。除了鐵道之外，偶爾也運用了航空做為推理場景，如《夜間飛行殺人事件》；以及海洋的推理，如《火燄的墓碑》（炎の墓標）。
西村作品中，最常出場代表偵辦犯罪一方的人物是十津川省三，他是東京都警視廳搜查一課的警部，常固定搭檔的下屬是龜井刑警（比十津川年長資深）。由於西村的作品眾多，因此這兩人登場的機會非常多，在日本各地凡牽涉有東京都人物的許多案件，都可見他們辦案的身影，因此曾被戲稱為「全日本最忙碌的警察」。
除了旅情推理以外，西村也寫過本格推理（即傳統解謎式推理），代表作是《殺人雙曲線》（殺しの双曲線）。另外也寫過環保議題的推理小說《汚染海域》。

## 外部連結
- 西村京太郎官方網站 （页面存档备份，存于）
- 西村京太郎紀念館
- 十津川警部の事件簿 （页面存档备份，存于） 作品完整列表，包括不同的分類方式
- 西村京太郎作品集（好讀網站） （页面存档备份，存于）

1. ↑  .   [2022-03-06]. （原始内容存档于2022-03-25）.
2. ↑  . デイリースポーツ. 2022-03-06  [2022-03-06]. （原始内容存档于2022-03-07）.